# A.C. Milan w sezonie 2004/2005
Osiągnięcia i skład piłkarskiego zespołu A.C. Milan w sezonie 2004/05.

## Osiągnięcia
- Serie A: 2. miejsce
- Puchar Włoch: odpadnięcie w 1/4 finału
- Liga Mistrzów: porażka w finale

## Skład zespołu
Bramkarze:
| 1.  | Brazylia | Nelson de Jesus Silva (Dida) |
| 12. | Włochy   | Valerio Fiori                |
| 46. | Włochy   | Christian Abbiati            |

Obrońcy:
| 2.  | Brazylia  | Marcos Evangelista de Moraes (Cafu) |
| 3.  | Włochy    | Paolo Maldini (kapitan)             |
| 4.  | Gruzja    | Kacha Kaladze                       |
| 5.  | Włochy    | Alessandro Costacurta               |
| 13. | Włochy    | Alessandro Nesta                    |
| 14. | Chorwacja | Dario Šimić                         |
| 31. | Holandia  | Jaap Stam                           |
| 26. | Włochy    | Giuseppe Pancaro                    |
| 30. | Holandia  | Harvey Esajas                       |

Pomocnicy:
| 8.  | Włochy     | Gennaro Ivan Gattuso                    |
| 10. | Portugalia | Manuel Rui Costa                        |
| 24. | Francja    | Vikash Dhorasoo                         |
| 32. | Włochy     | Cristian Brocchi                        |
| 20. | Holandia   | Clarence Seedorf                        |
| 21. | Włochy     | Andrea Pirlo                            |
| 22. | Brazylia   | Ricardo Izecson dos Santos Leite (Kaká) |
| 23. | Włochy     | Massimo Ambrosini                       |
| 27. | Brazylia   | Sérgio Cláudio dos Santos (Serginho)    |

Napastnicy:
| 7.  | Ukraina   | Andrij Szewczenko |
| 9.  | Włochy    | Filippo Inzaghi   |
| 11. | Argentyna | Hernán Crespo     |
| 15. | Dania     | Jon Dahl Tomasson |